# Takafumi Suzuki
Takafumi Suzuki (鈴木 崇文 Suzuki Takafumi?), född 17 november 1987 i Ibaraki prefektur, är en japansk fotbollsspelare.
Suzuki började sin karriär 2010 i FC Machida Zelvia. 2013 flyttade han till Fagiano Okayama. Han gick tillbaka till FC Machida Zelvia 2014. Efter FC Machida Zelvia spelade han för Thespakusatsu Gunma.